# محمد عبد الرحمن (ممثل)
محمد عبد الرحمن ممثل مصري وفنان مسرحي. تخرج من كلية الحقوق من جامعة عين شمس عام 2007. وبدأ هناك تمثيله في مسرح الجامعة. بدأت شهرته عام 2007 عندما شارك في مسلسل راجل وست ستات، وزادت شهرته عندما شارك في فيلم أحمد حلمي عام 2011 إكس لارج. اشتهر بأدواره في مسرح مصر وفي مسلسل الكبير أوي. 

## أعماله

### الأفلام
- 2011: إكس لارج بدور (شافعي)
- 2015: يوم مالوش لازمة بدور هيثم (الصيدلي)
- 2016: جحيم في الهند (الدكتور)
- 2016: أوشن 14 بدور (حماده بروسلي)
- 2017: خير وبركة بدور (بركة)
- 2018: ليلة هنا وسرور
- 2019: سبع البرمبة
- 2020: عفريت ترانزيت - ضيف شرف
- 2020: لص بغداد بدور مجدي
- 2020: الخطة العايمة
- 2021: مش أنا
- 2022: الدعوة عامة
- 2023: بيت الروبي
- 2023: البعبع
- 2023: البطة الصفرا
- 2023: ابن الحاج احمد

### المسلسلات
- 2006: راجل وست ستات (ج1)
- 2008: راجل وست ستات (ج3)
- 2009: راجل وست ستات (ج4، ج5)
- 2009: أبو ضحكة جنان
- 2011: راجل وست ستات (ج8)
- 2013: الرجل العناب
- 2013: حاميها وحراميها بدور (الشاويش)
- 2013: الكبير أوي 3
- 2014: الكبير أوي 4
- 2014: أنا وبابا وماما بدور (سامي)
- 2015: أنا وبابا وماما 2 بدور (سامي)
- 2015: ألف ليلة وليلة بدور (شلش مساعد نجم الدين)
- 2015: أستاذ ورئيس قسم بدور (شحاتة)
- 2015: لهفة بدور (حسن فلاشة)
- 2016: صد رد بدور (كونو)
- 2017: لمعي القط
- 2018: سك على إخواتك
- 2019: الواد سيد الشحات (فخر العرب)[1]
- 2020: فلانتينو
- 2020: العمارة
- 2020: إسعاف يونس
- 2020: اتنين في الصندوق
- 2020: الشركة الألمانية لمكافحة الخوارق: جمجوم وبمبم
- 2021: في بيتنا روبوت (ضيف شرف)
- 2022: عودة الأب الضال (ضيف شرف)
- 2023: كشف مستعجل
- 2023: اللعبة 4 (ضيف شرف)
- 2025: بريستيج

### المسرحيات
- 2013 - 2014: تياترو مصر (2 جزء)
- 2015 - 2018: مسرح مصر (4 أجزاء)
- 2020: هابي نيو يير بالعربي
- 2021: في نص الليل
- 2021: شمسية وأربع كراسي
- 2022: الليلة الكبيرة
- 2022: سيدتي الجميلة

### المسلسلات الإذاعية
- 2015: المسيحاتي
- 2017: ولاد التيتا

### البرامج
- 2012: جد جدا